# 潘璟琍
潘璟琍（1936年11月19日—1988年11月23日），原名潘忠霞，安徽安庆人，中国黄梅戏女演员，擅长旦角表演，如花旦、闺门旦、青衣。代表作有《夫妻观灯》、《梁山伯与祝英台》、《西楼会》、《送香茶》、《渔网会母》、《山伯访友》、《春香闹学》、《天仙配》、《女驸马》等。其父潘泽海也是黄梅戏演员。